# Fjord
En fjord er et havområde med land på tre sider. Åbningen ud mod det øvrige hav kaldes for fjordens munding. En fjord er kendetegnet ved at den indeholder brakvand. Er området kun afgrænset til to sider, er der tale om en bugt (vig) eller et stræde.
På andre sprog har udtrykket en mere snæver betydning: En dyb undervandsdal i bjergområder udgravet af en isbræ.
Ordet fjord er beslægtet med færd i betydningen der hvor man kan rejse (hurtigt).
De længste fjorde i verden er:
1. Scoresby Sund på Grønland (350 km)
2. Sognefjorden i Norge (203 km)
3. Hardangerfjorden i Norge (179 km)

## Fjorde ved Jyllands østkyst
- Mariager Fjord: længde: 42 km (Danmarks længste) [1]
- Randers Fjord: længde: 30 km
- Grund Fjord tilhører Randers Fjord
- Norsminde Fjord: længde: 3 km
- Horsens Fjord: længde: 16 km
- Vejle Fjord: længde: 22 km
- Rands Fjord: længde: 3 km
- Kolding Fjord: længde: 10 km
- Haderslev Fjord: længde: 15 km
- Aabenraa Fjord: længde: 10 km
- Als Fjord: længde: 12 km
- Flensborg Fjord: længde: 30-40 km
- Slien (tysk Schlei): længde: 40-42 km
- Egernførde Fjord (tysk Eckernförder Bucht): længde: 16-17 km
- Kiel Fjord (tysk Kieler Förde)

## Fjorde på Sjælland (næsten komplet liste) - rækkefølge: mod uret
- Roskilde Fjord: længde 41,5 km
- Isefjorden: længde 37 km
- Kalundborg Fjord
- Skælskør Fjord
- Karrebæk Fjord
- Dybsø Fjord
- Avnø Fjord
- Stavreby Fjord
- Præstø Fjord